# Billy Howle
Pour les articles homonymes, voir Howle.
Billy Howle, né le 9 novembre 1989 à Stoke-on-Trent (Royaume-Uni), est un acteur britannique.

## Biographie
Billy Howle est né le 9 novembre 1989 à Stoke-on-Trent en Angleterre. Sa mère était enseignante et son père professeur de musique. Il a trois frères.

## Carrière
Il fait ses premiers pas à la télévision en 2014 dans les séries Les enquêtes de Vera, Glue et New Worlds.
Il débute en 2017 au cinéma dans les films À l'heure des souvenirs de Ritesh Batra, Dunkerque de Christopher Nolan et Sur la plage de Chesil de Dominic Cooke.
L'année suivante, il retrouve Saoirse Ronan (après Sur la plage de Chesil) dans The Seagull et il joue également Édouard II dans le film historique de David Mackenzie : Outlaw King : Le Roi hors-la-loi.
En 2019, il revient à la télévision aux côtés de Helen McCrory et Richard Gere dans MotherFatherSon et au cinéma, il incarne le père de Rey aux côtés de Jodie Comer dans Star Wars, épisode IX : L'Ascension de Skywalker réalisé par J. J. Abrams.
En 2021, il incarne le diplomate Herman Knippenberg dans la série Le Serpent avec Tahar Rahim, Ellie Bamber, Jenna Coleman, Mathilde Warnier.

## Filmographie

### Cinéma

#### Longs métrages
- 2017 : Dunkerque (Dunkirk) de Christopher Nolan : Officier Petty
- 2017 : À l'heure des souvenirs (The Sense of An Ending) de Ritesh Batra : Anthony Webster jeune
- 2017 : Sur la plage de Chesil (On Chesil Beache) de Dominic Cooke : Edward Mayhew
- 2018 : Outlaw King : Le Roi hors-la-loi (Outlaw King) de David Mackenzie : Édouard II
- 2018 : The Seagull de Michael Mayer : Konstantin Treplyov
- 2019 : Star Wars, épisode IX : L'Ascension de Skywalker (Star Wars: Episode IX – The Rise of Skywalker) de J. J. Abrams : Dathan, père de Rey
- 2022 : Infinite Storm de Malgorzata Szumowska et Michal Englert : John
- 2024 : Kid Snow de Paul Goldman : Kid Snow
- 2025 : Palestine 36 d'Annemarie Jacir

#### Court métrage
- 2015 : Fulfilment de Brady Hood : Dylan

### Télévision

#### Séries télévisées
- 2014 : Les Enquêtes de Vera (Vera) : Billy Shearwood
- 2014 : Glue : James Warwick
- 2014 : New Worlds : Joseph
- 2016 : Témoin à charge (The Witness for the Prosecution): Leonard Vole
- 2019 : MotherFatherSon : Caden Finch
- 2020 - 2021 : The Beast Must Die : Capitaine Strangeways
- 2021 : Le Serpent (The Serpent) : Herman Knippenberg
- 2022 : Sur ordre de Dieu (Under the Banner of Heaven) : Allen Lafferty
- 2022 : Chloé : Elliot Fairbourne
- 2024 : Un couple parfait (The Perfect Couple) : Benji Winbury

#### Téléfilm
- 2015 : Cider with Rosie de Philippa Lowthorpe : Soldat James Harris